# Civaux

Civaux este o comună în departamentul Vienne, Franța. În 2009 avea o populație de 975 de locuitori.